# Earlington (Kentucky)
Earlington es una ciudad ubicada en el condado de Hopkins en el estado estadounidense de Kentucky. En el Censo de 2010 tenía una población de 1413 habitantes y una densidad poblacional de 218,49 personas por km².

## Geografía
Earlington se encuentra ubicada en las coordenadas 37°16′37″N 87°30′31″O / 37.27694, -87.50861. Según la Oficina del Censo de los Estados Unidos, Earlington tiene una superficie total de 6.47 km², de la cual 6.17 km² corresponden a tierra firme y (4.57%) 0.3 km² es agua.

## Demografía
Según el censo de 2010, había 1413 personas residiendo en Earlington. La densidad de población era de 218,49 hab./km². De los 1413 habitantes, Earlington estaba compuesto por el 74.03% blancos, el 21.16% eran afroamericanos, el 0.28% eran amerindios, el 0.07% eran asiáticos, el 0.07% eran isleños del Pacífico, el 0.99% eran de otras razas y el 3.4% pertenecían a dos o más razas. Del total de la población el 1.91% eran hispanos o latinos de cualquier raza.